# Pontifikat
Ett pontifikat (latin för pontificatus "översteprästämbete") är en påves ämbete eller ämbetstid. Ursprungligen var pontifices översteprästkollegiet i antikens Rom.
Johannes Paulus II hade ett av de längsta pontifikaten då han var påve i 26 år, 5 månader och 17 dagar. Det längsta pontifikatet i Romersk-katolska kyrkans historia innehar Pius IX (1846-1878) med 31 år och 8 månader. Vissa menar emellertid, att aposteln Petrus tid som Roms biskop skall betecknas som ett pontifikat och därmed vara det längsta. (Längden på Petrus ämbetstid är dock svår att fastställa.) 
Det kortaste pontifikatet var Stefan II:s tre dagar på påvestolen i mars år 752. Då han dock inte hann installeras och krönas, vilket på den tiden ansågs vara ett krav, räknades han inte som en legitim påve och infördes inte i Liber Pontificalis. På 1500-talet menade man dock att han var en legitim påve, eftersom hans val var giltigt. Annuario Pontificio uteslöt honom dock 1961. Det kortaste pontifikatet innehas därför av Urban VII med 12 dagar (15–27 september 1590).